# Rue Gérard (Bruxelles)
Pour les articles homonymes, voir Rue Gérard.
La rue Gérard (en néerlandais: Gérardstraat) est une rue bruxelloise de la commune d'Etterbeek qui va de l'avenue de la Chevalerie (parc du Cinquantenaire) au carrefour de la rue des Tongres, de la rue de Linthout et de la rue Batonnier Braffort en passant par la rue Léon de Lantsheere et la rue d'Oultremont.
La numérotation des habitations va de 3 à 109 pour le côté impair et de 2 à 150 pour le côté pair.

## Origine de cet odonyme
La commune d'Etterbeek a voulu honorer ainsi, Georges-Joseph Gérard (1734-1814), érudit, historien, bibliophile et numismate, un des fondateurs de l"Académie royale de Bruxelles dont il fut le premier secrétaire perpétuel, qui possédait une maison de campagne à Etterbeek.